# Cugliate-Fabiasco
Cugliate-Fabiasco est une commune italienne de la province de Varèse dans la région Lombardie en Italie.

## Toponyme
Cugliate provient du nom latin Colius avec le suffixe -ate. 
Fabiasco provient du nom latin Fabius avec le suffixe -ascus.

## Administration
| Période                                  | Période  | Identité      | Étiquette | Qualité  |
| ---------------------------------------- | -------- | ------------- | --------- | -------- |
| 30/5/2006                                | En cours | Roberto Chini |           | géomètre |
| Les données manquantes sont à compléter. |          |               |           |          |

### Hameaux
Monte La Nave, Colonia Montana E. Maino, Alpe Paci, Casa Chini, Fornace, Fabiasco, Cugliate, Casa Castello, Taverna, Casa Bolgeri, Vivaio, Alpe Manera, Casa Rossi, Villaggio Alpino del Touring Club Italiano, Monte Piambello